# Carlos Castagneto
 (juillet 2022).
 (août 2022).
 (juillet 2022).
 (juillet 2022).
La mise en forme du texte ne suit pas les recommandations de Wikipédia : il faut le « wikifier ».
Les points d'amélioration suivants sont les cas les plus fréquents. Le détail des points à revoir est peut-être précisé sur la page de discussion.
- Les titres sont pré-formatés par le logiciel. Ils ne sont ni en capitales, ni en gras.
- Le texte ne doit pas être écrit en capitales (les noms de famille non plus), ni en gras, ni en italique, ni en « petit »…
- Le gras n'est utilisé que pour surligner le titre de l'article dans l'introduction, une seule fois.
- L'italique est rarement utilisé : mots en langue étrangère, titres d'œuvres, noms de bateaux, etc.
- Les citations ne sont pas en italique mais en corps de texte normal. Elles sont entourées par des guillemets français : « et ».
- Les listes à puces sont à éviter, des paragraphes rédigés étant largement préférés. Les tableaux sont à réserver à la présentation de données structurées (résultats, etc.).
- Les appels de note de bas de page (petits chiffres en exposant, introduits par l'outil «  Source ») sont à placer entre la fin de phrase et le point final[comme ça].
- Les liens internes (vers d'autres articles de Wikipédia) sont à choisir avec parcimonie. Créez des liens vers des articles approfondissant le sujet. Les termes génériques sans rapport avec le sujet sont à éviter, ainsi que les répétitions de liens vers un même terme.
- Les liens externes sont à placer uniquement dans une section « Liens externes », à la fin de l'article. Ces liens sont à choisir avec parcimonie suivant les règles définies. Si un lien sert de source à l'article, son insertion dans le texte est à faire par les notes de bas de page.
- La présentation des références doit suivre les conventions bibliographiques. Il est recommandé d'utiliser les modèles {{Ouvrage}}, {{Chapitre}}, {{Article}}, {{Lien web}} et/ou {{Bibliographie}}. Le mode d'édition visuel peut mettre en forme automatiquement les références.
- Insérer une infobox (cadre d'informations à droite) n'est pas obligatoire pour parachever la mise en page.

Pour une aide détaillée, merci de consulter Aide:Wikification.
Si vous pensez que ces points ont été résolus, vous pouvez retirer ce bandeau et améliorer la mise en forme d'un autre article.
Pour les articles homonymes, voir Castagneto (homonymie).
Carlos Daniel Castagneto, né le 1er novembre 1960 à La Plata, est un homme politique, comptable et ancien footballeur argentin.
Il a été député national du Front pour la victoire, élu pour la première fois en 2015, et à nouveau en 2019, cette fois en renonçant à occuper une charge à l'AFIP. Dans les deux cas, il a été représentant de la province de Buenos Aires.
Depuis décembre 2019[Quand ?], il est Directeur général de la Direction générale des Ressources de la Sécurité sociale - AFIP.

## Parcours de footballeur
Carlos Castagneto jouait en tant que gardien de but. Il l'a fait pour plusieurs équipes de l'Argentine et de l'Amérique.
Il débute au Club de Gimnasia y Esgrima La Plata. Il joue ensuite à Defensores de Belgrano puis au Club Atlético Temperley avant de jouer à Bucaramanga en Colombie.
En 1991, il joue pour le Sporting Cristal au Pérou sous la conduite technique de Juan Carlos Oblitas. Une blessure au mois d'août causée par un coup de pied dans la poitrine par le joueur Andrés Gonzales lorsque se jouait la Liguilla finale l'empêche de jouer pendant trois mois. Il retourne sur le terrain au mois de novembre en jouant quelques parties du deuxième tournoi et il obtient le titre national à la fin de l'année. 
Ensuite, il joue pour La Serena au Chili et le Guaraní au Paraguay.

### Clubs
| Club                                 | Pays      | An          |
| ------------------------------------ | --------- | ----------- |
| Club de Gimnasia y Esgrima La Plata  | Argentine | 1982 - 1986 |
| Club Atlético Defensores de Belgrano | Argentine | 1986        |
| Club Atlético Temperley              | Argentine | 1986 - 1987 |
| Atlético Bucaramanga                 | Colombie  | 1987        |
| Club Atlético San Lorenzo de Almagro | Argentine | 1988 - 1989 |
| Quilmes Atlético Club                | Argentine | 1989 - 1990 |
| Club Sporting Cristal                | Pérou     | 1991        |
| Club de Deportes La Serena           | Chili     | 1992        |
| Club Guaraní                         | Paraguay  | 1993        |

### Championnats nationaux
| Titre                      | Club             | Pays  | An   |
| -------------------------- | ---------------- | ----- | ---- |
| Première Division du Pérou | Sporting Cristal | Pérou | 1991 |

## Parcours en dehors du football
Il est Comptable Publique National. Sa carrière politique a commencé en 1993 en tant que coordinateur de gestion de l'Institut des Mineurs de la province de Buenos Aires. Après, en 1995, il est Président-directeur général d'administration du Secrétariat de Développement Social de la Nation. En 1998, il est devenu Chef de cabinet dans le Secrétariat de Programmation pour la Prévention des Addictions aux drogues et la Lutte contre le Trafic de stupéfiants. En 2000, il est nommé Auditeur de la direction générale d'école de la province de Buenos Aires. En 2001, il a été chef de cabinet du Secrétariat des addictions aux drogues de la province de Buenos Aires. En 2002, il a été désigné sous-secrétaire de coordination du ministère de Développement social de la Nation. Entre 2003 et 2015, il a occupé la charge de secrétaire de Coordination et moniteur institutionnel du mentionné ministère.
Entre 2003 et 2005, il est président de la Commission Nationale des Pensions non contributives, et en 2009, Secrétaire exécutif du Conseil National des Politiques Sociales. Entre 2003 et 2015, en plus, il a été actionnaire de la Loterie Nationale.
Depuis 2015, il est Député national pour la province de Buenos Aires. Il a été l'auteur du projet de loi Electro-dépendants no 27351, voté à l'unanimité dans les deux chambres. Il participe aux commissions suivantes : Législation pénale (secrétaire), Action Sociale et Santé Publique (auditeur), Commerce (auditeur), Défense du Consommateur, de l'Utilisateur et de la Concurrence (auditeur), Sports (auditeur), Petites et moyennes entreprises (auditeur), Budget et Trésor (auditeur).
Il est en plus secrétaire de la Commission des deux chambres du Compte d'investissements.
Parallèlement, il a occupé les charges de Conseiller National du Parti justicialiste (2009-2017), membre du Congrès National du même parti (2009-2017)
et président national du Parti Kolina en 2018.
En 2019, il a été réélu comme député national pour la province de Buenos Aires, dans la liste du Front de tous qu'il dirigeait avec Alberto Fernández comme président et Cristina Fernández de Kirchner comme vice-présidente. 